# Wägitalersee
Wägitalersee är en sjö i Schweiz. Den ligger i kantonen Schwyz, i den östra delen av landet. Wägitalersee ligger 885 meter över havet. Arean är 3,9 kvadratkilometer. Den sträcker sig 4,3 kilometer i nord-sydlig riktning, och 2,0 kilometer i öst-västlig riktning.
Följande samhällen ligger vid Wägitalersee:
- Innerthal